# Article 152 de la Constitution belge
L'article 152 de la Constitution belge fait partie du titre III Des pouvoirs. Il garantit l'inamovabilité des juges et leur nomination à vie.
Il date du 7 février 1831 et était à l'origine — sous l'ancienne numérotation — l'article 100. Il a été révisé lors de la deuxième réforme de l'État.

## Texte
« Les juges sont nommés à vie. Ils sont mis à la retraite à un âge déterminé par la loi et bénéficient de la pension prévue par la loi. 
 Aucun juge ne peut être privé de sa place ni suspendu que par un jugement. 
 Le déplacement d'un juge ne peut avoir lieu que par une nomination nouvelle et de son consentement. »